# Ellen Bergelin
Ellen Elisabeth Bergelin, född 18 april 2001 i Ösmo, är en svensk sångerska. Hon släppte sin första singel "Försöker förlåta", i oktober 2020. Hon har sedan dess släppt ett flertal andra låtar, däribland "Aldrig hel ändå", tillsammans med Idolfemman William Stridh, som släpptes i februari 2023.
Ellen Bergelin är sedan år 2024 den ena halvan av musikduon VIOL, tillsammans med sångaren och artisten Max Huss, även känd under sitt enmannaprojekt "Klockrent!". Duon har i nuläget (juni 2024) släppt två stycken låtar på Spotify, vilket är "Rekord" och "Ingen, bara du".